# Macchia Valfortore
Macchia Valfortore – miejscowość i gmina we Włoszech, w regionie Molise, w prowincji Campobasso.
Według danych na rok 2004 gminę zamieszkiwało 757 osób, 30,3 os./km².